# ORP Batory
L'ORP Batory était un bateau de patrouille de la garde-frontière polonaise (en polonais :Straż Graniczna) qui a opéré des années 1930 aux années 1960. Il est maintenant navire musée à Gdynia

## Historique
Le navire a été construit par le chantier naval State Engineering Works à Modlin, lancé le 23 avril 1932, et est entré en service avec les garde-frontières exactement deux mois plus tard à Hel dans la mer Baltique. Sa tâche principale était de réprimer la contrebande dans la baie de Gdańsk. Il était le navire le plus grand et le plus rapide des garde-frontières, classé aussi comme "cotre de poursuite" (kuter pościgowy).

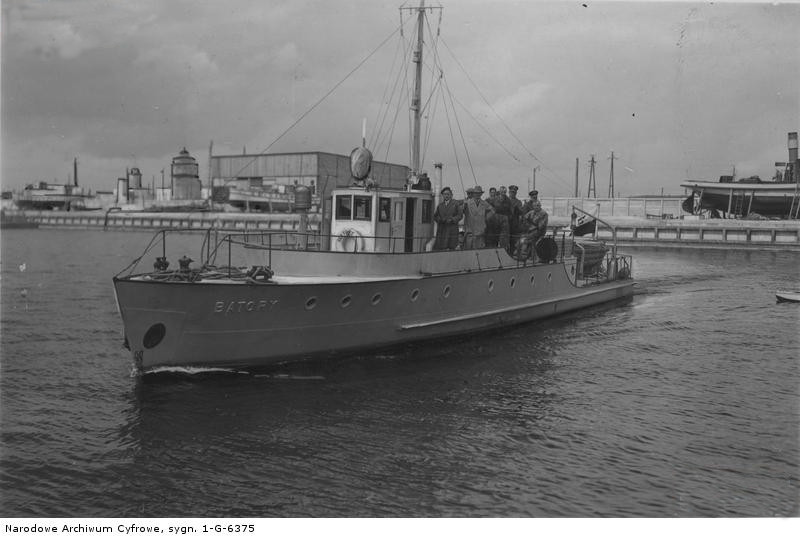
Batory en 1932

Lors de l'invasion allemande de la Pologne, le navire a été mobilisé dans la marine polonaise et a combattu pour la défense de la péninsule de Hel, repoussant les attaques aériennes sur le port de Hel et assurant le maintien de la communication avec la base de Gdynia. Le 10 septembre, le bateau est désarmé et l'équipage est intégré aux défenseurs de la péninsule. 
Juste après la tombée de la nuit, le 1er octobre, à la veille de la reddition de la péninsule de Hel, l'équipage, profitant d'un épais brouillard, s'est échappé à travers la Baltique vers la Suède neutre. Là-bas, eux et leur bateau furent internés et ne retournèrent en Pologne que le 24 octobre 1945. Batory retourna au service de l'armée de défense des frontières. 
Après la guerre, le patrouilleur fut initialement nommé Hel (ville de Hel). À l'époque stalinienne, il fut rebaptisé 7 Listopada («7 novembre», date de la Révolution d'octobre), puis Dzierżyński (Félix Dzerjinski). Enfin, il a reçu une désignation neutre KP-1 (pour Kuter Patrolowy - 1). En 1949, il a capturé un bateau de pêche ouest-allemand dans les eaux polonaises, commandé à côté de l'armée polonaise de défense de frontière comme DP-53. En décembre 1957, le KP-1 a été mis hors service et donné à l'organisation paramilitaire Liga Przyjaciół Żołnierza (Ligue des amis des soldats). 
À partir de 1959, il a servi comme navire d'entraînement et de sauvetage sur la Vistule à Varsovie, et ensuite pour la nouvelle organisation paramilitaire Liga Obrony Kraju (Ligue de défense intérieure) à Zegrze, sous un nom KP-1 Batory. Il a ensuite été retiré du service en 1969.

### Préservation
Heureusement, le Batory a évité la mise au rebut et dans les années 1970, il avait été placé sur un monument dans la base navale de Hel (non disponible pour le public). La coque et la superstructure manquaient cependant d'équipement. Ce n'est qu'en décembre 2009 que le Batory a été confié au Musée de la marine de guerre de Gdynia, où il a été restauré et exposé au public.

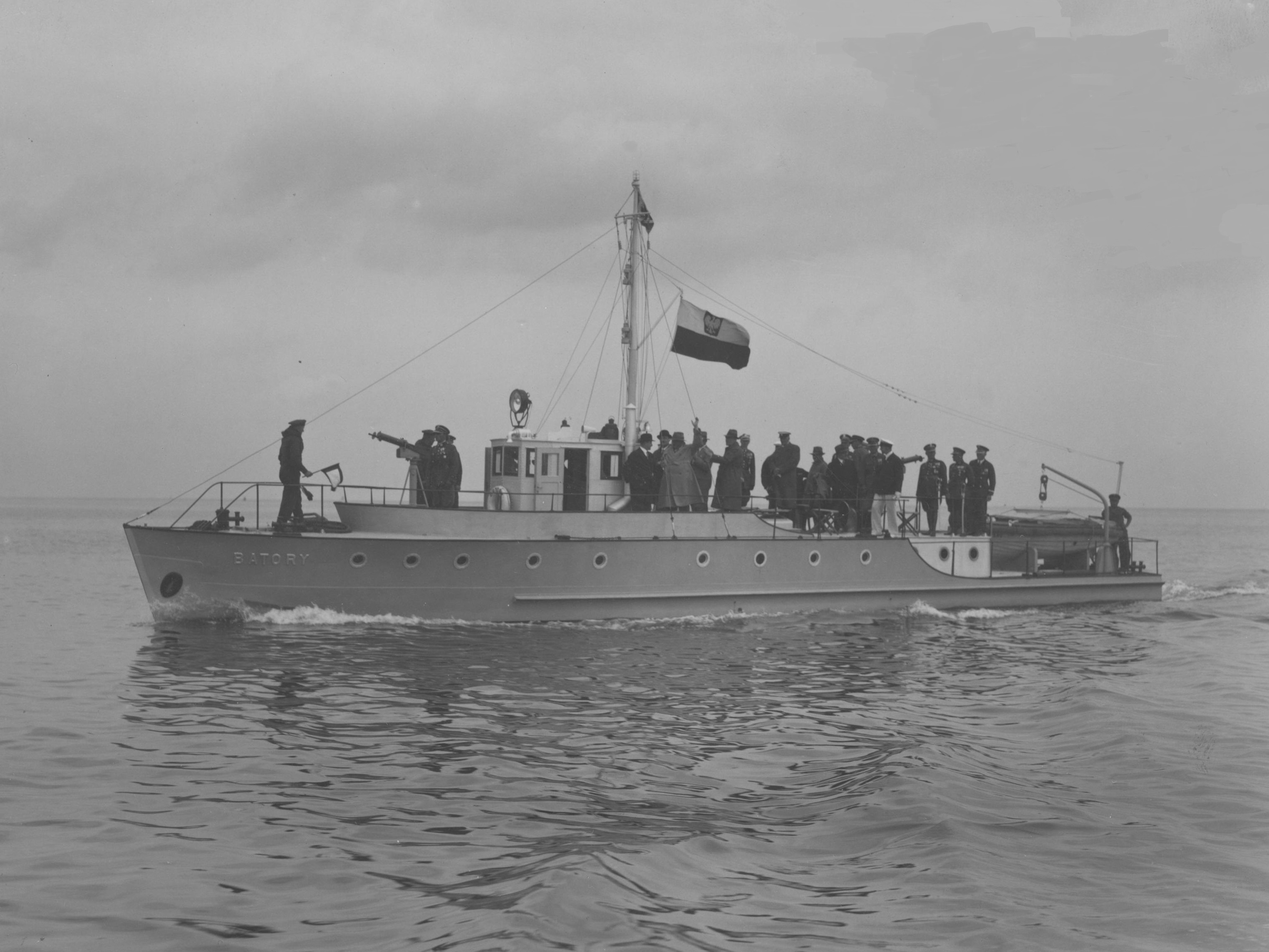
Batory en 1932
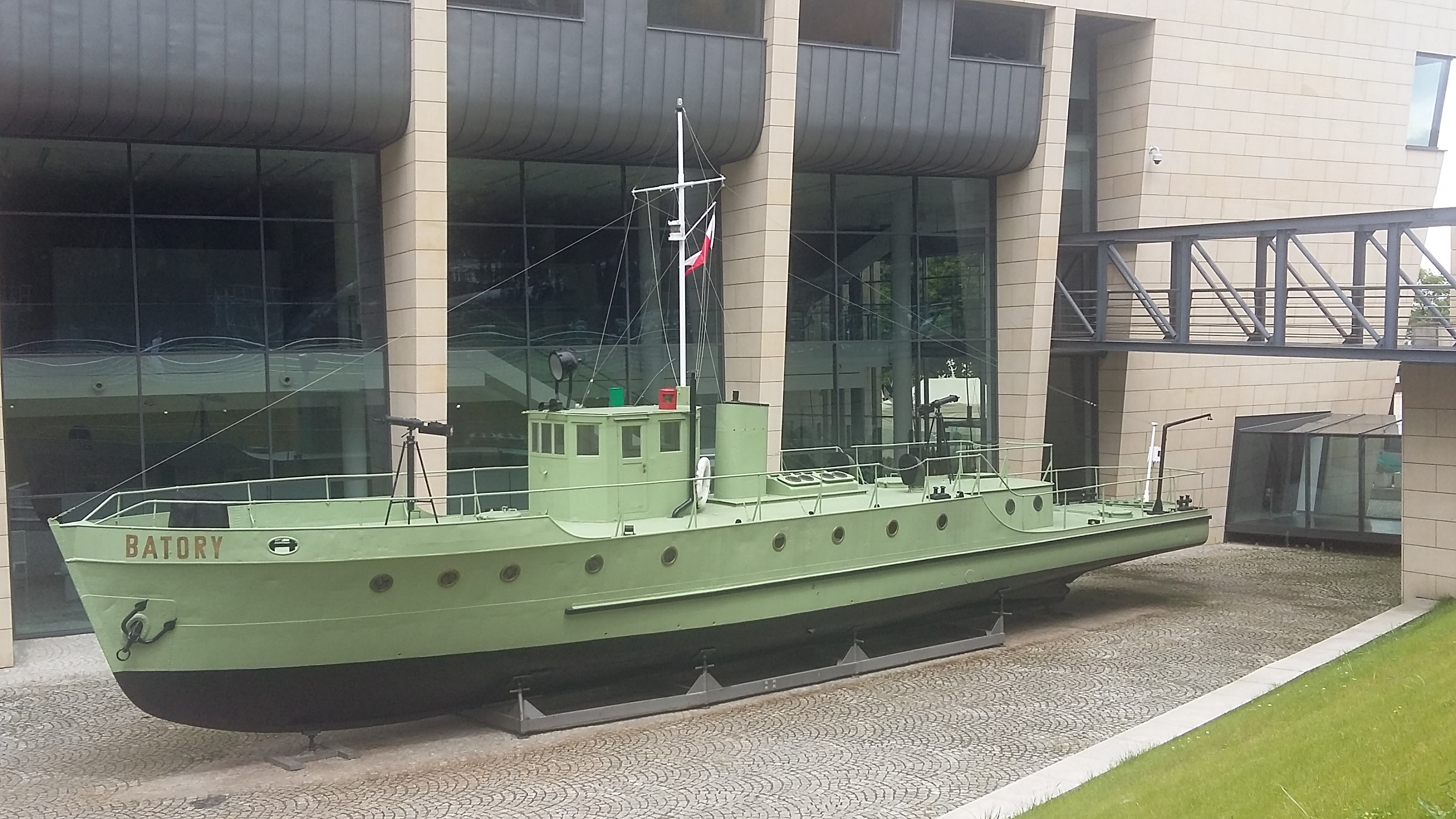
ORP Batory au musée de Gdynia
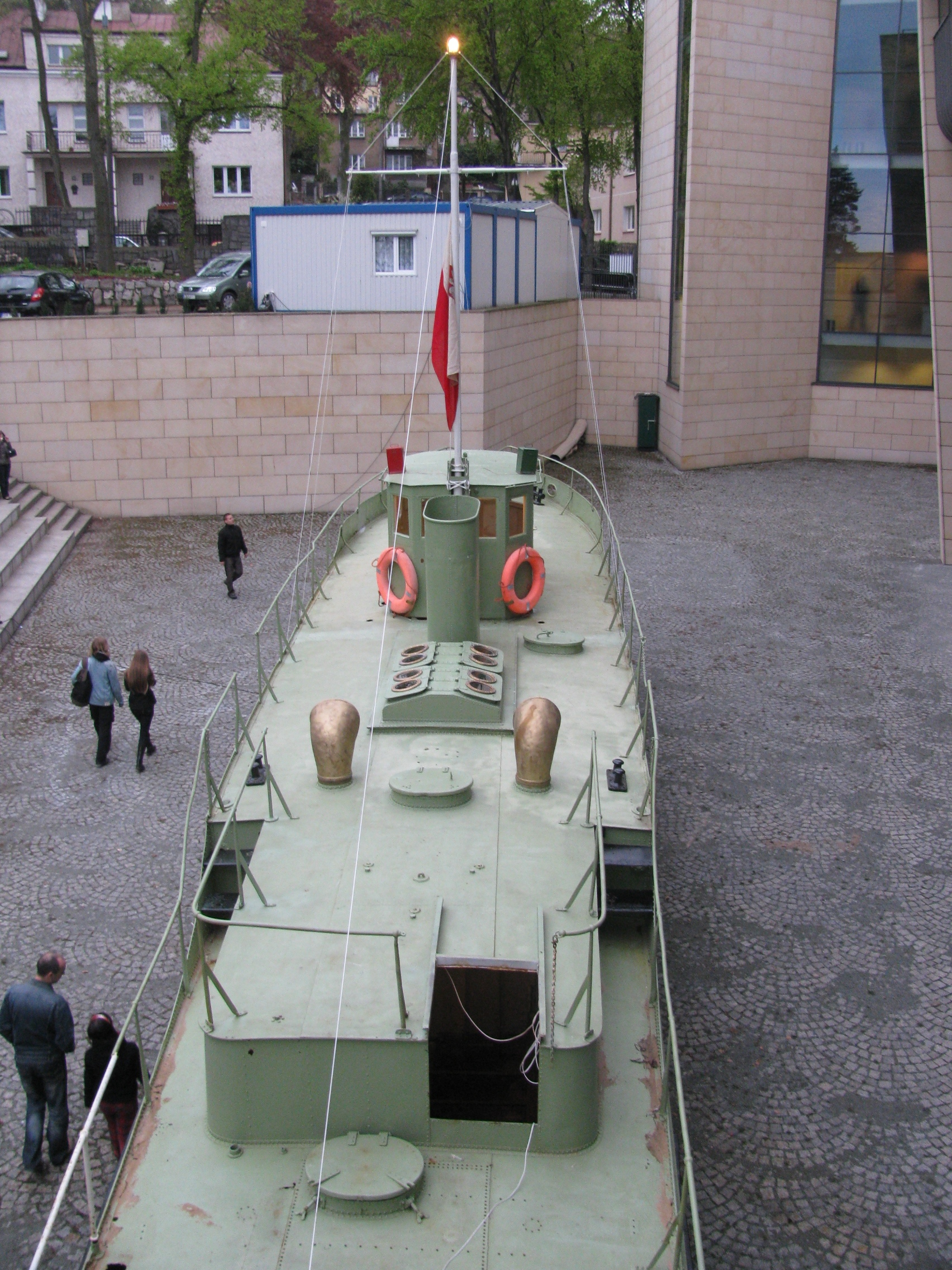
ORP Batory